# No Limits (2 Unlimited)
No Limits è il secondo album del duo di musica dance olandese 2 Unlimited, pubblicato il 10 maggio 1993 dall'etichetta discografica ZYX.
Per la promozione dell'album sono stati pubblicati i singoli No Limit, Tribal Dance, Faces, Maximum Overdrive e Let the Beat Control Your Body.
L'album è stato prodotto da Jean-Paul DeCoster e Phil Wilde ed è uscito in due versioni, una delle quali contenente due tracce in più come bonus remix. Ha ottenuto un notevole successo commerciale in particolar modo in Regno Unito, Paesi Bassi e Norvegia.

## Tracce
CD (ZYX 20251-2 / EAN 0090204055296)
1. No Limit – 3:44 (Phil Wilde, Jean-Paul De Coster, Anita Dels, Ray Slijngaard)
2. Tribal Dance – 4:31 (Phil Wilde, Xavier Clayton, Frank Martens, Ray Slijngaard)
3. Mysterious – 4:23 (Phil Wilde, Jean-Paul De Coster, Ray Slijngaard)
4. Faces – 3:48 (Phil Wilde, Jean-Paul De Coster, Anita Dels, Ray Slijngaard)
5. Maximum Overdrive – 3:58 (Phil Wilde, Anita Dels, Frank Martens, Ray Slijngaard)
6. The Power Age – 3:59 (Phil Wilde, Xavier Clayton, Peter Bauwens)
7. Break the Chain – 3:49 (Phil Wilde, Jean-Paul De Coster, Anita Dels, Ray Slijngaard)
8. Kiss Me Bliss Me – 3:52 (Phil Wilde, Peter Bauwens, Michael Leahy)
9. Throw the Groove Down – 4:18 (Phil Wilde, K. Biemans, Jan Voermans, Ray Slijngaard)
10. R.U.O.K. – 4:11 (Phil Wilde, Anita Dels, Frank Martens, Ray Slijngaard)
11. Let the Beat Control Your Body – 4:02 (Phil Wilde, Jean-Paul De Coster, Anita Dels, Ray Slijngaard)
12. Invite Me to Trance – 4:07 (Phil Wilde, Jean-Paul De Coster, Peter Bauwens, Michael Leahy)
13. Where Are You Now – 5:01 (Phil Wilde, Peter Bauwens, Michael Leahy)
14. Shelter for a Rainy Day – 5:15 (Phil Wilde, Xavier Clayton, Peter Bauwens, Ray Slijngaard)

Durata totale: 58:58
CD (Byte 920 708-2)
1. No Limit – 3:44 (Phil Wilde, Jean-Paul De Coster, Anita Dels, Ray Slijngaard)
2. Tribal Dance – 4:31 (Phil Wilde, Xavier Clayton, Frank Martens, Ray Slijngaard)
3. Mysterious – 4:23 (Phil Wilde, Jean-Paul De Coster, Ray Slijngaard)
4. Faces – 3:48 (Phil Wilde, Jean-Paul De Coster, Anita Dels, Ray Slijngaard)
5. Maximum Overdrive – 3:58 (Phil Wilde, Anita Dels, Frank Martens, Ray Slijngaard)
6. The Power Age – 3:59 (Phil Wilde, Xavier Clayton, Peter Bauwens)
7. Break the Chain – 3:49 (Phil Wilde, Jean-Paul De Coster, Anita Dels, Ray Slijngaard)
8. Kiss Me Bliss Me – 3:52 (Phil Wilde, Peter Bauwens, Michael Leahy)
9. Throw the Groove Down – 4:18 (Phil Wilde, K. Biemans, Jan Voermans, Ray Slijngaard)
10. R.U.O.K. – 4:11 (Phil Wilde, Anita Dels, Frank Martens, Ray Slijngaard)
11. Let the Beat Control Your Body – 4:02 (Phil Wilde, Jean-Paul De Coster, Anita Dels, Ray Slijngaard)
12. Invite Me to Trance – 4:07 (Phil Wilde, Jean-Paul De Coster, Peter Bauwens, Michael Leahy)
13. Where Are You Now – 5:01 (Phil Wilde, Peter Bauwens, Michael Leahy)
14. Shelter for a Rainy Day – 5:15 (Phil Wilde, Xavier Clayton, Peter Bauwens, Ray Slijngaard)
15. Get Ready for This – 5:57 (Phil Wilde, Jean-Paul De Coster, Ray Slijngaard) – (Wilde Mix)
16. No Limit – 4:48 (Phil Wilde, Jean-Paul De Coster, Anita Dels, Ray Slijngaard) – (Automatic Breakbeat Remix)

Durata totale: 69:43

## Classifica
| Classifica (1993) | Posizione raggiunta |
| ----------------- | ------------------- |
| Paesi Bassi       | 1                   |
| Regno Unito       | 1                   |
| Norvegia          | 2                   |
| Svizzera          | 3                   |
| Austria           | 3                   |
| Svezia            | 3                   |
| Australia         | 3                   |

## Formazione
- Ray Slijngaard (rap)
- Anita Doth (voce)